# Relais 4 x 100 mètres quatre nages masculin aux championnats du monde de natation 2024
Ne doit pas être confondu avec Relais 4 x 100 mètres quatre nages féminin aux championnats du monde de natation 2024 ou Relais 4 x 100 mètres quatre nages mixte aux championnats du monde de natation 2024.
Le relais 4 x 100 mètres quatre nages masculin est une épreuve de natation sportive des championnats du monde de natation 2024. Elle a lieu le 18 février 2024 à Doha au Qatar.

## Records
Avant cette compétition, les records dans cette discipline étaient :
| Record du monde       | 3 min 26 s 78 | États-Unis | 1er août 2021   | Tokyo, Japon   |
| Record du championnat | 3 min 27 s 20 | États-Unis | 30 juillet 2023 | Fukuoka, Japon |

## Résultats détaillés
Les 8 meilleurs temps se qualifient en finale (Q).

### Séries
| Rang | Série | Ligne | Pays           | Nageurs      | Temps        | Temps        | Commentaire  |
| Rang | Série | Ligne | Pays           | Nageurs      | Individuels  | Global       | Commentaire  |
| ---- | ----- | ----- | -------------- | ------------ | ------------ | ------------ | ------------ |
| 1    | 2     | 4     | États-Unis     |              |              | 3:32.53      | Q            |
| 2    | 1     | 4     | Pays-Bas       |              |              | 3:32.89      | Q            |
| 3    | 2     | 7     | Espagne        |              |              | 3:33.57      | Q            |
| 4    | 3     | 2     | Pologne        |              |              | 3:33.79      | Q            |
| 5    | 3     | 3     | Canada         |              |              | 3:34.16      | Q            |
| 6    | 3     | 6     | Italie         |              |              | 3:34.20      | Q            |
| 7    | 2     | 6     | Autriche       |              |              | 3:34.29      | Q            |
| 8    | 3     | 7     | Irlande        |              |              | 3:34.97      | Q            |
| 9    | 3     | 5     | Australie      |              |              | 3:35.55      |              |
| 10   | 3     | 1     | Portugal       |              |              | 3:35.63      |              |
| 11   | 2     | 5     | Corée du Sud   |              |              | 3:35.85      |              |
| 12   | 3     | 4     | Chine          |              |              | 3:36.68      |              |
| 13   | 2     | 2     | Hongrie        |              |              | 3:36.86      |              |
| 14   | 2     | 1     | Mexique        |              |              | 3:36.88      |              |
| 15   | 2     | 9     | Grèce          |              |              | 3:37.11      |              |
| 16   | 3     | 0     | Afrique du Sud |              |              | 3:37.29      |              |
| 17   | 1     | 3     | Bulgarie       |              |              | 3:37.92      |              |
| 18   | 1     | 5     | Serbie         |              |              | 3:37.98      |              |
| 19   | 2     | 8     | Kazakhstan     |              |              | 3:39.21      |              |
| 20   | 2     | 3     | Japon          |              |              | 3:39.91      |              |
| 21   | 2     | 0     | Thaïlande      |              |              | 3:51.52      |              |
| 22   | 3     | 9     | Viêt Nam       |              |              | 3:57.99      |              |
| –    | 3     | 8     | Suède          | Non partants | Non partants | Non partants | Non partants |

### Finale
| Rang               | Ligne | Pays       | Nageurs                                                                     | Temps                     | Temps       |
| Rang               | Ligne | Pays       | Nageurs                                                                     | Individuels               | Global      |
| ------------------ | ----- | ---------- | --------------------------------------------------------------------------- | ------------------------- | ----------- |
| Médaille d'or      | 4     | États-Unis | Hunter Armstrong Nic Fink Zach Harting Matt King                            | 53.15 58.20 51.13 47.32   | 3:29.80     |
| Médaille d'argent  | 5     | Pays-Bas   | Kai van Westering Arno Kamminga Nyls Korstanje Stan Pijnenburg              | 53.84 58.23 51.12 48.04   | 3:31.23     |
| Médaille de bronze | 7     | Italie     | Michele Lamberti Nicolò Martinenghi Gianmarco Sansone Alessandro Miressi    | 54.28 57.97 52.14 47.20   | 3:31.59     |
| 4                  | 2     | Canada     | Blake Tierney James Dergousoff Finlay Knox Javier Acevedo                   | 53.65 59.89 51.60 47.75   | 3:32.89     |
| 5                  | 3     | Espagne    | Hugo González Carles Coll Marti Mario Molla Yanes Sergio de Celis Montalban | 53.11 1:00.88 51.14 48.07 | 3:33.20     |
| 6                  | 1     | Autriche   | Bernhard Reitshammer Valentin Bayer Simon Bucher Heiko Gigler               | 54.72 1:00.61 51.27 48.02 | 3:34.62     |
| 7                  | 8     | Irlande    | Conor Ferguson Darragh Greene Max McCusker Shane Ryan                       | 54.46 1:00.20 51.78 48.84 | 3:35.28     |
| -                  | 7     | Pologne    | Ksawery Masiuk Jan Kalusowki Jakub Majerski Kami Sieradzki                  | 53.55                     | Disqualifié |